# Championnats d'Europe de judo 2009
Navigation
Édition précédente Édition suivante
La 58e édition des Championnats d'Europe de judo, la 23e depuis la réunification des compétitions masculines et féminines, se déroulent du 24 au 26 avril 2009 à Tbilissi en Géorgie. Le pays du Caucase accueille pour la première fois ce rendez-vous continental organisé par l'Union européenne de judo.
Les compétitions se déroulent au Palais des sports de Tbilissi, une salle de plus de 9 000 places édifiée en 1961 et rénovée en 2007.
Cinq fois titrée, la Russie domine le tableau des médailles pour la première fois depuis l'édition 2003, en pointant en tête des classements féminin et masculin. La France, privée de plusieurs cadres et qui domine généralement le judo européen, termine au deuxième rang avec quatre médailles dont deux en or, un bilan « moyen » selon son responsable. Bien qu'évoluant à domicile, la Géorgie réalise l'une des pires prestations depuis son indépendance en ne remportant aucun titre. Par ailleurs, aucun des judokas titrés en 2008 ne conserve son titre en 2009. Enfin, aucun des quatre européens sacrés champions olympiques en 2008 — Ole Bischof, Elnur Mammadli, Giulia Quintavalle, Alina Alexandra Dumitru — ne remporte une médaille d'or, étant battu ou ne s'alignant pas lors de ce tournoi.
Pour ce qui est des épreuves par équipes, elles ont lieu plus tard dans l'année, à Miskolc, en Hongrie, le 2 octobre 2009 (voir article connexe).

## Programme
Le programme des quatorze catégories de poids disputées :
| - Vendredi 24 avril : - - de 48 kg femmes - - de 52 kg femmes - - de 57 kg femmes - - de 60 kg hommes - - de 66 kg hommes | - Samedi 25 avril : - - de 63 kg femmes - - de 70 kg femmes - - de 73 kg hommes - - de 81 kg hommes | - Dimanche 26 avril : - - de 78 kg femmes - + de 78 kg femmes - - de 90 kg hommes - - de 100 kg hommes - + de 100 kg hommes |

## Podiums

### Femmes
| Épreuve                           | Médaille d'or             | Médaille d'argent       | Médailles de bronze                                  |
| Moins de 48 kg poids super-légers | Frédérique Jossinet (FRA) | Éva Csernoviczki (HUN)  | Michaela Baschin (GER) Alina Alexandra Dumitru (ROU) |
| Moins de 52 kg poids mi-légers    | Natalia Kuzyutina (RUS)   | Ana Carrascosa (ESP)    | Ilse Heylen (BEL) Kitty Bravik (NED)                 |
| Moins de 57 kg poids légers       | Telma Monteiro (POR)      | Sarah Clark (GBR)       | Morgane Ribout (FRA) Hedvig Karakas (HUN)            |
| Moins de 63 kg poids mi-moyens    | Urška Žolnir (SVN)        | Vera Koval (RUS)        | Marijana Miskovic (CRO) Alice Schlesinger (ISR)      |
| Moins de 70 kg poids moyens       | Lucie Décosse (FRA)       | Kerstin Thiele (GER)    | Edith Bosch (NED) Cathérine Jacques (BEL)            |
| Moins de 78 kg poids mi-lourds    | Esther San Miguel (ESP)   | Maryna Pryshchepa (UKR) | Heide Wollert (GER) Sviatlana Tsimashenka (BLR)      |
| Plus de 78 kg poids lourds        | Ielena Ivachtchenko (RUS) | Urszula Sadkowska (POL) | Franziska Konitz (GER) Gülşah Kocatürk (TUR)         |

### Hommes
| Épreuve                           | Médaille d'or           | Médaille d'argent         | Médailles de bronze                          |
| Moins de 60 kg poids super-légers | Arsen Galstyan (RUS)    | Georgiy Zantaraya (UKR)   | Ludwig Paischer (AUT) Nestor Khergiani (GEO) |
| Moins de 66 kg poids mi-légers    | Miklós Ungvári (HUN)    | Tomasz Kowalski (POL)     | Deniss Kozlovs (LAT) Alim Gadanov (RUS)      |
| Moins de 73 kg poids légers       | Volodomyr Sokora (UKR)  | Dex Elmont (NED)          | Gilles Bonhomme (FRA) Marcel Trudov (MDA)    |
| Moins de 81 kg poids mi-moyens    | Ivan Nifontov (RUS)     | Antonio Ciano (ITA)       | Aljaz Sedej (SVN) Ivan Tsiklauri (GEO)       |
| Moins de 90 kg poids moyens       | Andrei Kazusionak (BLR) | Varlam Liparteliani (GEO) | Karolis Bauza (LTU) Elkhan Mammadov (AZE)    |
| Moins de 100 kg poids mi-lourds   | Tagir Khaybulaev (RUS)  | Henk Grol (NED)           | Jevgenijs Borodavko (LAT) Daniel Brata (ROU) |
| Plus de 100 kg poids lourds       | Martin Padar (EST)      | Grim Vuijsters (nl) (NED) | Alexander Mikhaylin (RUS) Ihar Makarau (BLR) |

## Tableau des médailles
| Rang | Nation      | Or | Argent | Bronze | Total |
| ---- | ----------- | -- | ------ | ------ | ----- |
| 1    | Russie      | 5  | 1      | 2      | 8     |
| 2    | France      | 2  | 0      | 2      | 4     |
| 3    | Ukraine     | 1  | 2      | 0      | 3     |
| 4    | Hongrie     | 1  | 1      | 1      | 3     |
| 5    | Espagne     | 1  | 1      | 0      | 2     |
| 6    | Biélorussie | 1  | 0      | 2      | 3     |
| 7    | Slovénie    | 1  | 0      | 1      | 2     |
| 8    | Portugal    | 1  | 0      | 0      | 1     |
| 9    | Estonie     | 1  | 0      | 0      | 1     |
| 10   | Pays-Bas    | 0  | 3      | 2      | 5     |
| 11   | Pologne     | 0  | 2      | 0      | 2     |
| 12   | Allemagne   | 0  | 1      | 3      | 4     |
| 13   | Géorgie     | 0  | 1      | 2      | 3     |
| 14   | Italie      | 0  | 1      | 0      | 1     |
| 14   | Royaume-Uni | 0  | 1      | 0      | 1     |
| 16   | Belgique    | 0  | 0      | 2      | 2     |
| 16   | Lettonie    | 0  | 0      | 2      | 2     |
| 16   | Roumanie    | 0  | 0      | 2      | 2     |
| 19   | Israël      | 0  | 0      | 1      | 1     |
| 19   | Turquie     | 0  | 0      | 1      | 1     |
| 19   | Autriche    | 0  | 0      | 1      | 1     |
| 19   | Azerbaïdjan | 0  | 0      | 1      | 1     |
| 19   | Croatie     | 0  | 0      | 1      | 1     |
| 19   | Lituanie    | 0  | 0      | 1      | 1     |
| 19   | Moldavie    | 0  | 0      | 1      | 1     |